# 君よ憤怒の河を渉れ
『君よ憤怒の河を渉れ』（きみよふんぬのかわをわたれ）は1974年発行の西村寿行の小説。またそれを原作として大映・永田プロが製作し、1976年（昭和51年）2月11日に松竹系で封切り公開された日本映画は『君よ憤怒の河を渉れ』（きみよふんどのかわをわたれ）と漢字表記は同じだが異なる振り仮名である。

## 映画
君よ憤怒の河を渉れ（きみよふんどのかわをわたれ）は、上記小説を原作とし、1976年に公開された日本のサスペンスアクション映画。監督：佐藤純彌。主演：高倉健。151分、カラー、シネマスコープ。高倉健の東映退社後の第1作目であるとともに、大映社長だった永田雅一の、映画プロデューサーとしての復帰第1作目でもある。
タイトルの「憤怒」の読みは原作と異なり、冒頭・終了時のタイトル表記やポスターでも「ふんど」と振り仮名がつけられている（なお上記の通り、原作本の裏表紙には「ふんぬ」とルビが振られている）。
日本公開3年後に中華人民共和国で公開され、社会現象を巻き起こした。

### ストーリー（映画）
ある日、代議士の朝倉がホテルの高層階にあるレストランから飛び降り、即死した。目撃者である政界の黒幕・長岡了介の証言を受け、警視庁捜査第一課警部・矢村は飛び降り自殺として処理したが、東京地方検察庁刑事部検事・杜丘冬人は他殺を疑い、独自の捜査を開始する。
1976年（昭和51年）10月10日（日曜日）。東京・新宿の路上。杜丘は聞き込みのため、朝倉の妾が経営している新宿の小料理屋に行こうとしていたが、突然、水沢恵子と名乗る女に指を差されて「強盗犯人を捕まえて」と叫ばれ、駆け付けた警察官に強盗傷害容疑で逮捕される。新宿警察署へ連行された杜丘は旧知の矢村警部を呼び出して無実を主張するが、さらに別のカメラ窃盗事件の面通しで、寺田俊明と名乗る男に「この男にカメラを盗まれた」と名指しされ、罪状が加わる。いずれも杜丘には身に覚えのないことだった。寺田宅の実況見分に連行された杜丘は、隙をみて逃亡し、指名手配犯となる。
杜丘と警察はそれぞれ独自に、寺田俊明と水沢恵子の足取りや前歴を探り、それぞれ本名が横路敬二・加代という実の夫婦であること、加代が能登金剛に近い石川県の生神（うるかみ）の出身であること、横路の前職が北海道の様似で製薬会社「東南製薬」の実験用にモルモットやハツカネズミを飼育し売りさばく仕事であったことを突き止める。能登の加代の実家をたずねた杜丘は、そこで加代の死体を発見する。杜丘の容疑に殺人罪が加わり、矢村は杜丘の罪を疑いつつも、追跡を続ける。
杜丘は横路について調べるためにやって来た様似で、散弾銃を持った謎の2人組の男に待ち伏せられ、襲われる。逃げ込んだ日高山脈の山中で、熊に襲われそうになっていた娘・遠波真由美を助けるが、川に落ちて気を失い、逆に介抱される。真由美の父で大牧場主の遠波善紀は北海道知事選挙に立候補予定の人物で、長岡ともつながりがあった。
遠波の秘書・中山の通報により、矢村たちが牧場に急行した。杜丘に好意を持っていた真由美は杜丘を山奥の小屋にかくまうが、矢村は小屋を突き止め、踏み込む。そこに3頭の熊が現れ、襲われた矢村が怪我を負って気を失う。杜丘と真由美は矢村を介抱するが、気がついた矢村がなおも杜丘を逮捕しようとしたので、杜丘は真由美とともに矢村を置いて小屋を去る。娘の熱心さに負けた遠波は知事選をあきらめて杜丘をかばう決心をし、自家用セスナ機を提供する。操縦経験のないセスナ機にひとり乗り込んだ杜丘はなんとか飛び立ち、北海道を離れる。
航空自衛隊三沢基地のレーダー追尾や緊急発進した戦闘機の追跡を躱し、セスナを鹿島灘に着水させた杜丘は、捜査網の裏をかいて一旦新潟県へ出て、長野市や山梨県内の山中を経由して東京に潜入する。やがて、真由美も牧場の競走馬を運ぶ仕事のため東京に来る。その間に矢村は、朝倉が死の直前、東南製薬から政治献金名目で高額の現金をゆすり取っていた事実や、横路が「スズキ タケシ」の偽名で東京都内の精神病院「緑ヶ丘病院」に強制収容されたことをつかむ。
新宿で捜査員に囲まれた杜丘は、たくさんの競走馬を引き連れた真由美に助けられ、真由美が宿泊するホテルにかくまわれる。矢村がそこに踏み込み、対峙した杜丘に対し、横路の居所を教えて立ち去る。杜丘は偽名を使い、患者になりすまして緑ヶ丘病院に潜入するが、すぐに病院長・堂塔正康に正体を見破られる。堂塔は杜丘を横路に会わせる。横路は、人から意思を奪い命令どおりに動くようにする新たな神経遮断薬「AX」の投与によって廃人となっていた。また堂塔は屈強な看護人を使って、杜丘にAXを無理に飲ませ続けるが、杜丘はそのたびに隠れて嘔吐することで中毒を免れる。杜丘は妻を装って面会した真由美に、隠し持ったAXの錠剤を託す。真由美は矢村に錠剤の鑑定を依頼する。これにより、長岡と東南製薬による、緑ヶ丘病院の患者を使ったAXの人体実験や、長岡がAXを使って朝倉に自殺を命じたことが明らかになる。矢村たち捜査員は病院に踏み込むが、堂塔は捜査員の目の前で飛び降り自殺する。また、東南製薬の幹部で、朝倉に献金をした酒井も謎の死を遂げる。
追い詰められた長岡は韓国への逃亡を図り、自邸で荷造りにとりかかるが、出発の寸前で杜丘・矢村らに踏み込まれる。居合わせた長岡の側近は、かつて北海道で杜丘を襲った2人組の男で、加代殺害の実行犯だった。矢村は長岡に拳銃を向け「朝倉や堂塔のように自殺しろ」と迫る。長岡は矢村ともみ合ったすえ、拳銃を拾った杜丘に射殺される。長岡の死によりすべての真相が明るみに出て、杜丘は名誉を回復するが、航空法違反や銃刀法違反など、逃亡中に犯した罪のために、ふたたび裁判を待つ身となった。杜丘は矢村や、上司である検事正の伊藤に「法律で裁いてはいけない罪や、法律では裁けない悪があることを知った。二度と人を追う立場にはなりたくない」と言い残し、真由美とともに去って行った。

### 出演者
- 杜丘冬人：高倉健
- 遠波真由美：中野良子
- 矢村警部：原田芳雄
- 大月京子（東京で杜丘をかくまう女）：倍賞美津子（特別出演）
- 伊藤守：池部良
- 横路敬二：田中邦衛
- 横路加代：伊佐山ひろ子
- 遠波善紀：大滝秀治
- 長岡了介：西村晃
- 堂塔正康：岡田英次
- 酒井義広：内藤武敏
- 細江刑事（矢村の相棒）：大和田伸也
- 小川刑事（新宿署刑事）：下川辰平

- 古谷（アパート管理人）：吉田義夫
- 中山（遠波の秘書）：岩崎信忠
- 新宿警察署長：久富惟晴
- 朝倉代議士：神田隆
- 看護人A：浜田晃
- 中塚刑事：石山雄大
- 受付嬢：小島ナナ
- 狩猟監視員：木島一郎
- 長岡了介の側近：沢美鶴、田畑善彦
- 派出所警察官：青木卓司（東映）
- 正岡：田村貫
- 写真館の主人：里木佐甫良
- 医師：中田勉
- 山崎刑事：夏木章
- 巡査：飛田喜佐夫
- 患者：細井雅夫
- 島田刑事：木島進介
- 飯場の責任者：姿鉄太郎
- 看護人B：阿藤海
- 安原刑事：松山新一
- 新宿署の刑事：千田隼生
- アナウンサー：宮本高志
- 看護婦：本田悠美子
- ノンクレジット
  - 北海道警察本部捜査課長：早川雄三
  - 三沢基地管制官の声：市川治

### スタッフ
- 監督：佐藤純彌
- 製作：永田雅一
- 製作協力：徳間康快
- 企画：宮古とく子、並河敏
- 原作：西村寿行（徳間書店刊 トクマ・ノベルズ）
- 脚本：田坂啓、佐藤純彌
- 撮影：小林節雄（J.S.C.）
- 音楽：青山八郎
- 録音：大橋鉄矢
- 照明：高橋彪夫
- 美術：今井高司
  - （間野重雄 ※ノンクレジット）

- 製作担当：高山篤
- 製作主任：桜井勉
- 助監督：葛井克亮
- 編集：諏訪三千男
- 記録：原益子
- 宣伝：荒木敬二郎
- スチール：柳沢英雄
- 技斗：高瀬将敏
- 監督助手：出倉寿行
- 撮影助手：竹沢信行
- 照明助手：生井典克
- 録音助手：金子義男
- 美術助手：丸山裕司
- 小道具：森田穣
- 装飾：隠田茂治
- 撮影効果：諸星勇
- 製作進行：片岡詔一郎
- 特殊撮影班
  - 監督：崎山周
  - 撮影：金子友三、東通弘
  - 照明：大原正男
- 航空撮影：山本駿
- 別班撮影：秋野友宏、山本修右
- 航空撮影協力：坪井一郎、臼井国夫、飯野太蔵
- 現像：東京現像所
- 録音：アオイスタジオ
- 衣裳：第一衣裳
- 結髪：山田かつら店
- 協力：トリオ株式会社、東京ヒルトンホテル、日本中央競馬会、オンワード牧場、本桐牧場、浦河町
- サウンドトラック盤：キングレコード

### 製作

#### 企画
大映を倒産させた永田雅一は、1975年4月に自宅や劇場などを売って弁済し、法律上の責任を終えたことから三年半ぶりにプロデューサーとして復帰した。ただ組合との紛争は未解決であった。このため永田は金を全然持っておらず、生活するのがやっとの状況。本作は大映を買った徳間康快が、国際的に知名度の高い永田を引っ張り出したものであった。永田は映画界に大きな功労のあった人ではあったが、業界からは「あんなに迷惑をかけておきながら、よくもカムバックされたものだ」という見方が強く、業界からは全然人気がない人で、旧大映の重役にも慕う者はおらず、当然お金を進んで貸す人もいないため、製作費2億円のほとんどは徳間が工面した。封切り時のポスターには製作費5億円、撮影日数6か月と書かれている。
1975年5月19日、東京ヒルトンホテルで永田のプロデューサー復帰会見があり、永田は「映画に生き、映画に死んでいきたい。いま一度映画プロデューサーとして生きていきたいと恥を忍んで復帰しました」と述べた。この時、本作を第一作とし1975年6月末クランクイン、1975年10月公開を予定していると話した。永田は一プロデューサーとして東奔西走。『新幹線大爆破』を観た本作のプロデューサー・宮古とく子が『新幹線大爆破』の坂上順東映プロデューサーに「監督に佐藤純彌を貸してくれ」と頼んだとされ、監督に東映専属の佐藤純彌と同じく主演に東映専属の高倉健を借りるため、永田が岡田茂東映社長に頭を下げ、承諾を得た。高倉のギャラは1500万円。高倉の他社出演は勝プロ製作、東宝配給の『無宿』に続いてのもの。岡田から配給など他の協力は勘弁してほしいといわれ、配給先に難航し空中分解になりかけた。松岡功東宝副社長には正式に断られ、他のキャスティングも、永田の復帰作として旧大映スターの山本富士子や京マチ子、南田洋子、宇津井健、勝新太郎、田宮二郎らが出演するのではといわれたが出演はなかった。松竹も自社の製作が減っているのに他社作品を配給することに組合がうるさかったが、1975年9月に入り、永田と城戸四郎松竹会長とのトップ会談が行われ、9月4日、正式に松竹での配給が決定し、予定より遅れ1975年9月20日過ぎからクランクイン、1975年12月完成を目標にし、1976年2月頃公開と発表された。松竹恒例の正月映画「男はつらいよ」が1976年正月は製作が危ぶまれていたため、1976年正月映画に『君よ憤怒の河を渉れ』を持ってきたらという案も出たが、監督と主演が東映では道義的にムリと1976年2月以降の公開に決まった。
1975年9月20日、クランクインに先立ち、調布大映撮影所で『君よ憤怒の河を渉れ』製作発表があり、"永田ラッパ"が吹き荒れるかもと期待し大勢の報道陣が集まった。会見で永田は「こんど新大映の徳間氏の協力で、私の復帰第一作を撮影する運びになった。監督の佐藤君、主演の高倉君は東映の岡田社長の好意によるもので、また配給は松竹ときまり、関係者に感謝している。老い先短いが、今後は大作と言われるものを年に一本は作りたい。十年生きれば十本は作りたい。その中で三本ぐらいグランプリを狙いたい」と少しラッパを吹いた。徳間は「永田氏の復帰第一作を日本映画界あげて協力する作品になった。大映映画としても第三作であるので全力をあげていい作品にしたい」と述べた。

#### 撮影
高倉健が前作『神戸国際ギャング』の撮影中に落下して足にケガをしたため、クランクインが2か月ずれ込み、1975年9月から1976年1月まで撮影した。新宿駅西口近辺を馬が疾走するシーンの撮影は、新宿警察署に1か月毎日通い許可を取った。

### サウンドトラック
「君よ憤怒の河を渉れ オリジナルサウンドトラック」（キングレコード BS1994） - 1976年1月1日発売。7インチシングル盤。
- A面：「孤独の逃亡」（作曲：青山八郎 編曲：青山八郎、河野土洋 演奏：スーパー・ブルー・フェイス楽団 スキャット：沢田靖司）
- B面：「白いサスペンス」（作曲：青山八郎 編曲：青山八郎、河野土洋 演奏：スーパー・ブルー・フェイス楽団）

### 中国での公開、影響
映画は1979年に中華人民共和国（中国）で『追捕』というタイトルで公開され、文化大革命後に初めて公開された外国映画となった。公開は無実の罪で連行される主人公の姿と、文化大革命での理不尽な扱いを受けた中国人自身の姿を重ね合わせた観客の共感を呼び、映画は大変な人気を博した。中国での観客動員数は8億人に達したとされ、高倉健や中野良子は中国でも人気俳優となった。田中邦衛は中国においては「北の国から」の黒板五郎役よりも本作の横路敬二役で知られている。
また、後に佐藤純彌は『未完の対局』、『空海』、『敦煌』を中国で撮影し、高倉健は、今作品により高倉のファンとなった張芸謀監督の『単騎、千里を走る。』で主役を演じた。

### テレビ放映
1979年（昭和54年）1月5日、フジテレビ系列『ゴールデン洋画劇場』でテレビ初放送された。

### リメイク
2017年にジョン・ウー監督による本作のリメイク『マンハント』が製作・公開された。

## 関連書籍
- 佐藤純彌『映画監督 佐藤純彌 映画（シネマ）よ憤怒の河を渉れ』聞き手：野村正昭、増當竜也、DU BOOKS、2018年11月23日。ISBN 978-4-8664-7076-4。